# Benedetto XIV Cento
Benedetto XIV Cento, conocido por motivos de patrocinio como Tramec Cento, es un club de baloncesto italiano con sede en la ciudad de Cento, en Emilia-Romaña, que actualmente juega en la Serie A2, la segunda categoría del baloncesto italiano. Fue fundado en 1964, y refundado en 2011 tras su desaparición en 2007.

## Historia
El Benedicto XIV es un histórico club de baloncesto de Cento, que fue fundado en el lejano 1964, y cuyas raíces se remontan al oratorio de San Biagio, donde algunos jóvenes de la localidad comenzaron a practicar el juego de baloncesto. Entre los años 90 y 2006, el Benedicto XIV se estableció como una de las realidades más importantes de la serie B1, logrando en cuatro ocasiones acceder a la final de ascenso a la categoría superior, antes de encontrarse con algunas vicisitudes que privaron a Cento de un equipo militante en un campeonato nacional.
En 2018 lograron el ascenso a la Serie A2 tras derrotar en las semifinales de los playoffs a la Cestistica San Severo, uniéndose a la Pallacanestro Piacentina en su viaje a la segunda categoría del baloncesto italiano.

## Trayectoria
| Temporada | Nivel | Liga     | Pos. | J     | PL  | Resultado                 |
| --------- | ----- | -------- | ---- | ----- | --- | ------------------------- |
| 2013-14   | 4     | DNB      | 7    | 14-16 | 3-2 | SemifinalistaPlayoff A    |
| 2014-15   | 3     | Serie B  | 1    | 23-5  | 1-2 | Cuartos de finalPlayoff B |
| 2015-16   | 3     | Serie B  | 4    | 20-10 | 6-4 | FinalistaPlayoff 1        |
| 2016-17   | 3     | Serie B  | 4    | 21-9  | 5-4 | FinalistaPlayoff 1        |
| 2017-18   | 3     | Serie B  | 1    | 26-4  | 8-0 | Asciende                  |
| 2018-19   | 2     | Serie A2 | -    | -     | -   | -                         |